# デイブは宇宙船
『デイブは宇宙船』（デイブはうちゅうせん、原題: Meet Dave）は、2008年に公開されたアメリカ合衆国のコメディ映画。監督はブライアン・ロビンス、主演はエディ・マーフィが務め、共同脚本はロブ・グリーンバーグとビル・コルベット、音楽はジョン・デブニーが手がけた。
2008年7月8日に主役不在のなかロサンゼルスでプレミアが開催され、同月11日からアメリカ合衆国で公開された。日本では2008年12月19日からの公開を予定していたが延期、劇場未公開のまま2009年5月2日にDVDが発売された。

## ストーリー
ニューヨークのアパートに暮らす親子ジーナとジョシュ。ある晩、望遠鏡で夜空を眺めていた息子ジョシュの部屋に石ころほどの隕石が墜落する。その隕石は水を吸い上げる不思議な力を持っていた。それから3か月後、今度は人間がリバティ島に墜落する。その正体は、惑星ニルからやってきた身長が3センチに満たない、規律正しい宇宙人100人によって操縦されているヒト型の宇宙船だった。彼らは故郷のエネルギー危機を解決するために必要な塩を求めて地球の海水を全て持ち帰る目的があり、それに必要な金属球「オーブ」を探し始める。
その「オーブ」こそ、ジョシュの部屋に墜落した隕石だったが、学校のいじめっ子たちに奪われてしまっていた。船長たちは街で出会ったジーナに名前を聞かれ、とっさに「デイブ・ミン・チャン」と名乗り、ジョシュとジーナとの交流を重ねつつ「オーブ」探しを始める。彼らは不慣れな地球の文化や考え方に戸惑いながらも、「オーブ」を取り戻して使命を果たそうとするが、ジョシュとの間に友情が芽生え、ジーナたちから愛を学び、次第に地球人の感性に染まっていく。一方、リバティ島に残っていたデイブの顔跡からデスマスクを作ったニューヨーク市警のドゥーリーは、相棒のノックスと共に市内に手配書を配布しデイブを捜索する。
そんな中、宇宙船のエネルギーが12時間後に切れてしまうと知ったNo.2は一刻も早く「オーブ」を回収することを船長に訴えるが、船長はジーナとのデートに夢中で耳を貸そうとしない。デート先で偶然いじめっ子と遭遇した船長は「オーブ」を取り戻すが、船長はジーナとのダンスパーティーに参加するため帰還を拒みダンスに現を抜かす。そこに、店の通報を受けたドゥーリーとノックスが現れ逮捕されてしまう。船長は揉め事を避けるため大人しく連行されるが、船長に愛想を尽かしたNo.2が反乱を起こし宇宙船の指揮権を掌握する。No.2は任務を遂行するため、ブラスター砲を起動させ警察署を破壊し、そのまま街を破壊しながらリバティ島に向かう。船長はNo.3に救い出されるが、二人はNo.2によって船外に放り出されてしまう。二人は自動車や犬を乗り継ぎ再び船内に戻ろうとする。
リバティ島に到着したNo.2は、「オーブ」を海に投げ込み海水を吸い上げるが、そこに船長とNo.3が現れ指揮権を取り戻す。船長はエネルギー残量が少なく、惑星ニルへの帰還が困難だと判断し、「オーブ」を止め地球を救うことを決断する。No.2はそれに反対するが、地球の文化を愛するようになった他の船員たちの賛同を得て「オーブ」を回収する。そこに、ジョシュやジーナ、ドゥーリーやノックスが駆け付ける。デイブを捕まえるため、ノックスがスタンガンで電気ショックを与えると、宇宙船のエネルギーが復活する。船長は船外に姿を現し、No.2が起こした騒動を謝罪する。船長は、ジョシュとジーナに感謝の言葉を伝え飛び立とうとするが、駆け付けた湾岸警備隊とSWATの放ったネットに捕獲されてしまう。船長の身を案じるジョシュとジーナの目の前で、船長たちはデイブの足の部分の脱出艇に乗り込み、地球を後にする。

## キャスト
| 役名                        | 俳優                             | 日本語吹替 |
| --------------------------- | -------------------------------- | ---------- |
| デイブ・ミン・チャン / 船長 | エディ・マーフィ                 | 江原正士   |
| ジーナ・モリソン            | エリザベス・バンクス             | 田中敦子   |
| ジョシュ・モリソン          | オースティン・リンド・マイヤーズ | 浅井清己   |
| No.3                        | ガブリエル・ユニオン             | 石塚理恵   |
| No.2                        | エド・ヘルムズ                   | 伊藤和晃   |
| No.17                       | ケヴィン・ハート                 | 後藤敦     |
| No.4                        | パット・キルバーン               | 落合弘治   |
| ドゥーリー                  | スコット・カーン                 | 落合弘治   |
| ノックス                    | マイク・オマリー                 | 星野充昭   |
| 機関士                      | ジュダ・フリードランダー         | 岩崎ひろし |
| ドクター                    | ジム・ターナー                   | 安井邦彦   |
| マーク・ローズ              | マーク・ブルカス                 | 根本泰彦   |
| ホームレス                  | リッチー・アラン                 | 塾一久     |
| リッチ                      | ニック・バーマン                 | 亀井芳子   |
| 巡査部長                    | チャールズ・ガーディノ           | 石住昭彦   |
| アップルジーニアス          | ヤン＝I・チャン                  | 澤田将考   |
| MRI技術者                   | ステファニー・ヴェンディット     | 新田万紀子 |
| 女の子                      | アリシン・アシュリー・アーム     | 高橋まゆこ |

## スタッフ
監督は『マッド・ファット・ワイフ』でもエディ・マーフィと仕事を共にしたブライアン・ロビンス。共同脚本はこれまでテレビ番組の仕事が主だったロブ・グリーンバーグとビル・コルベットが起用された。視覚効果には『ロード・オブ・ザ・リング』でアカデミー視覚効果賞を受賞したマーク・ステットソン。音楽はアカデミー作曲賞ノミネート経験を持つジョン・デブニーが作曲を手がけ、2008年2月にフォックススタジオ内にある録音スタジオ、ニューマン・スコアリング・ステージでハリウッド・スタジオ交響楽団の演奏によりレコーディングが行われた。
- 監督：ブライアン・ロビンス
- 脚本：ロブ・グリーンバーグ、ビル・コルベット
- 製作：ジョン・バーグ、トッド・コマーニキ、デヴィッド・T・フレンドリー
- 製作総指揮：アーノン・ミルチャン、トーマス・M・ハメル
- 撮影：クラーク・マシス
- プロダクション・デザイン：クレイ・A・グリフィス
- 編集：ネッド・バスティール
- 衣装デザイン：ラス・カーター
- 視覚効果：マーク・ステットソン
- 音楽：ジョン・デブニー
- キャスティング：ジュエル・ベストロップ、セス・ヤンクレビッツ

日本語版スタッフ
- 演出：蕨南勝之
- 翻訳：高間俊子

## 制作
制作段階の原題は Starship Dave だったが、公開までのあいだに Meet Dave と改められた。これについてAP通信の映画評論家クリスティ・レミールは、以前にエディ・マーフィが主演をつとめたSFコメディ映画『プルート・ナッシュ』の成績不振という前科があったゆえ、SFを連想させる題名を製作側が嫌ったのではないかと考察している。

## 評価
作品に対する評価は著しく低く、例えばウェブサイトRotten Tomatoesに寄せられている批評の多くが否定的で、肯定的な批評の割合は2009年1月2日時点で全体の19%、同サイト内でトップ・クリティックと呼ばれる著名な映画評論家たちによっても肯定的な批評の割合は全体の29%にとどまっている。
また興行成績の面から見た場合、2008年7月11日にアメリカ合衆国およびカナダの3011館で広く公開されたものの初登場の週末の興行収入はおよそ5,300,000ドル、週末興行ランキングは7位にとどまり、公開第3週目には公開規模が一気に縮小され公開館は前週より2523館少ない488館にまで減少した。公開直後に20世紀フォックスの配給担当重役バート・リビングストンがインタビューに答え、客足に満足な結果が残せていないことを認めた。